# تاوبات
تاوبات (به پرتغالی: Taubaté) یک شهر و شهرستان برزیل در برزیل است که در ایالت سائو پائولو واقع شده‌است.

## خصوصیات
تاوبات ۶۲۵٫۰۰ کیلومترمربع مساحت و ۳۰۲٬۳۳۱ نفر جمعیت دارد.